# Plastowo
Plastowo – osada w Polsce położona w województwie wielkopolskim, w powiecie grodziskim, w gminie Kamieniec. Miejscowość dała nazwę przystankowi kolejowemu Plastowo. W jego sąsiedztwie wybudowano piekarnię.

## Historia
Folwark o nazwie Piastowo, pod Karczewem był już wzmiankowany w 1392, kiedy to pisał się Stanisław z Piastowa. W 1580 zanotowano, że osada była opuszczona. Pod koniec XVIII wieku Plastowo należało do Mielżyńskich, później do Dzieduszyckich.
W okresie Wielkiego Księstwa Poznańskiego (1815-1848) miejscowość wzmiankowana jako folwark Plastowo należała do wsi mniejszych w ówczesnym pruskim powiecie Kosten rejencji poznańskiej. Plastowo należało do okręgu wielichowskiego tego powiatu i stanowiło część majątku Karczew (dziś Karczewo), który należał wówczas do Mikołaja Mielżyńskiego. W skład majątku Karczew wchodziły wówczas także: Jaskółki, Wołkowo i Łęki Wielkie. Według spisu urzędowego z 1837 roku folwark Plastowo liczył 76 mieszkańców, którzy zamieszkiwali cztery dymy (domostwa).
Pod koniec XIX wieku było własnością Emilii Chłapowskiej. Podlegało pod parafię w Łękach Wielkich, a najbliższa poczta znajdowała się w Wolkowie.
W latach 1975–1998 miejscowość administracyjnie należała do województwa poznańskiego.